# Hella (musicienne)
Pour les articles homonymes, voir Hella.
Hella, née le 2 janvier 1985, est une musicienne finlandaise membre du groupe de hard rock Lordi.

## Biographie
Hella a déclaré être fan de la musique Death metal mélodique et ses groupes préférés sont notamment Behemoth et Children of Bodom.
Elle rejoint le groupe Lordi en 2012 et comme tous les membres, se crée une histoire fictive. Hella prend pour personnage une poupée vivante et sera par la suite surnommée Scarbie, Schizo Doll, Plastic Chic ou encore HellToy.
La musicienne chante dans le single nommé Miksi? du groupe finlandais Postikortteja Helvetistä, sorti en mars 2014. Cette chanson raconte une jeunesse difficile.

## Vie privée
En février 2015, Hella annonce être enceinte, mais participe tout de même à une partie de la tournée à l'aide d'un costume adapté avant d'être remplacée par Nalle.

## Discographie
- Lordi : To Beast or Not to Beast (2013) – clavier, chant
- Postikoirtteja Helvetistä : Miksi? (single, 2014) – chant
- Lordi : Scare Force One (2014) – clavier, chant
- Lordi : Monstereophonic (Theaterror vs. Demonarchy) (2016) – clavier, chant
- Lordi : Sexorcism (2018) – clavier, chant
- Lordi : Recordead Live - Sextourcism in Z7 (live, 2019) – clavier, chant
- Lordi : Killection (2020) – clavier, chant
- Lordi : Lordiversity (2021) – clavier
- Lordi : Screen Writers Guild (2023)